# 最佳藝術音樂專輯獎
傳藝金曲獎最佳藝術音樂專輯獎是由國立傳統藝術中心在臺灣舉辦的現行頒發獎項。

## 歷屆入圍暨得獎名單
|  | 獲獎者 |

### 最佳藝術音樂專輯獎（第25屆～至今）
| 年份 （屆次）                                                      | 入圍作品                                                                 |
| ------------------------------------------------------------------ | ------------------------------------------------------------------------ |
| 2014 （第25屆）                                                    | 《樂典09-王怡雯、李元貞、洪千惠》 金革國際唱片股份有限公司               |
| 2014 （第25屆）                                                    | 《樂無止境－呂紹嘉與國家交響樂團經典現場重現》繆斯藝術文化有限公司       |
| 2014 （第25屆）                                                    | 《台灣素描－陳泗治鋼琴作品》明燿文化事業有限公司                         |
| 2014 （第25屆）                                                    | 《錢南章「十二生肖」台北愛樂合唱團40週年鉅獻》財團法人台北愛樂文教基金會 |
| 2014 （第25屆）                                                    | 《陳必先：莫札特鋼琴作品集3》上揚國際股份有限公司                        |
| 2015 （第26屆）                                                    | 《馬水龍<霸王虞姬>交響組曲》 金革國際唱片股份有限公司                    |
| 2015 （第26屆）                                                    | 《<寂靜之聲>經典聖樂合唱作品》台北室內合唱團                             |
| 2015 （第26屆）                                                    | 《薩拉沙泰名曲集》財團法人奇美博物館基金會                               |
| 2015 （第26屆）                                                    | 《沈妤霖—史克里亞賓前奏曲集》貝岡朵音樂藝術企業社                        |
| 2015 （第26屆）                                                    | 《樂典10—楊聰賢、洪崇焜、曾毓忠、鍾耀光》金革國際唱片股份有限公司        |
| 2016 （第27屆）                                                    | 《世紀交響—呂紹嘉與國家交響樂團經典現場重現》 繆斯藝術文化有限公司       |
| 2016 （第27屆）                                                    | 《臺灣音樂憶像—島嶼記憶》雅砌音樂有限公司                                |
| 2016 （第27屆）                                                    | 《Through Darkness to the Light》拉縴人男聲合唱團                        |
| 2016 （第27屆）                                                    | 《聽你．聽我II—台灣歌謠的愛與聆聽》台北室內合唱團                        |
| 2016 （第27屆）                                                    | 《胡志瑋首張長笛專輯》上揚國際股份有限公司                               |
| 2016 （第27屆）                                                    | 《熟悉的靈感－黃俊文演奏喜愛的小品集》財團法人奇美博物館基金會           |
| 2017 （第28屆）                                                    | 《英雄•命運 - 赫比希與國家交響樂團》 繆斯藝術文化有限公司                |
| 2017 （第28屆）                                                    | 《心繫 福爾摩沙 - 蕭泰然室內樂作品》菁英藝術家                           |
| 2017 （第28屆）                                                    | 《土地的歌 - 石青如合唱作品 》福爾摩沙合唱團                             |
| 2017 （第28屆）                                                    | 《純淨。風格 - 男高音施宣煌第一張個人專輯》上揚國際股份有限公司          |
| 2017 （第28屆）                                                    | 《「動琴」董昭民古箏創作專輯》采風樂坊                                   |
| 2018 （第29屆）                                                    | 《古今狂想—大鍵琴音樂詩畫》 雅砌音樂有限公司                             |
| 2018 （第29屆）                                                    | 《夢幻樂章》環球國際唱片股份有限公司                                     |
| 2018 （第29屆）                                                    | 《破繭與重生—文藝復興vs.當代合唱音樂作品集》台北室內合唱團               |
| 2018 （第29屆）                                                    | 《雲樹—王瀅絜二胡當代音樂》雲樹雅集                                      |
| 2018 （第29屆）                                                    | 《縱橫後浪漫—呂紹嘉與國家交響樂團》繆斯藝術文化有限公司                  |
| 2019 （第30屆）                                                    | 《傅永和巴赫六首低音提琴無伴奏組曲》 好有感覺音樂事業有限公司            |
| 2019 （第30屆）                                                    | 《印象臺灣II》台北愛樂室內合唱團                                         |
| 2019 （第30屆）                                                    | 《交響臺北I》臺北市立交響樂團                                            |
| 2019 （第30屆）                                                    | 《默禱—蕭泰然老師紀念音樂會錄音專輯》福爾摩沙合唱團                      |
| 2019 （第30屆）                                                    | 《陳毓襄．雨夜琴聲—聆聽台灣最古老的管風琴》貝岡朵音樂藝術企業社          |
| 2020 （第31屆）                                                    | 《時代之聲-呂紹嘉與國家交響樂團》 繆斯藝術文化有限公司                   |
| 2020 （第31屆）                                                    | 《遞嬗-羅惠真 漢詩吟唱＆藝術歌曲專輯》琴房事物所                         |
| 2020 （第31屆）                                                    | 《NSO首席之聲 李宜錦-調和的靈感》金革國際唱片股份有限公司                |
| 2020 （第31屆）                                                    | 《李斯特超技練習曲》財團法人奇美博物館基金會                             |
| 2020 （第31屆）                                                    | 《鋼琴上的詩人》環球國際唱片股份有限公司                                 |
| 2021 （第32屆）                                                    | 《木色III──愛的禮讚》 木樓合唱團                                         |
| 2021 （第32屆）                                                    | 《<䪩>──無設限的詩歌紀行》台北室內合唱團                                 |
| 2021 （第32屆）                                                    | 《交響臺北II》臺北市立交響樂團                                           |
| 2021 （第32屆）                                                    | 《印象．法國》巴洛克獨奏家樂團                                           |
| 2021 （第32屆）                                                    | 《非洲狂想 African Rhapsody》莎栗創意有限公司                            |
| 2022 （第33屆）                                                    | 《來自臺灣──呂紹嘉的原鄉情懷》 國家交響樂團                              |
| 2022 （第33屆）                                                    | 《巴洛克．歌劇．舞蹈》福爾摩沙巴洛克古樂團                               |
| 2022 （第33屆）                                                    | 《文以莊 神的使女》財團法人奇美博物館基金會                              |
| 2022 （第33屆）                                                    | 《森。木管〈十年〉》風潮音樂國際股份有限公司                             |
| 2022 （第33屆）                                                    | 《樂讀普希金》聯經出版事業股份有限公司                                   |
| 2022 （第33屆）                                                    | 《親愛主，牽我手》福爾摩沙合唱團                                         |
| 2023 （第34屆）                                                    | 《楊瑞瑟：臺灣印象─音．畫》 財團法人春詠藝術文化基金會                   |
| 2023 （第34屆）                                                    | 《素描・台灣─馬水龍鋼琴獨奏作品全集》風潮音樂國際股份有限公司            |
| 2023 （第34屆）                                                    | 《巴赫D靈感》巴洛克獨奏家樂團                                            |
| 2023 （第34屆）                                                    | 《台語十四行歌 人生七章》典歌詩台灣音樂坊                                |
| 2023 （第34屆）                                                    | 《回憶─魏靖儀小提琴小品集》財團法人奇美博物館基金會                      |
| 2023 （第34屆）                                                    | 《劉孟捷─蕭邦：夜曲全輯》環球國際唱片股份有限公司                        |
| 2024 （第35屆）                                                    | 《傳承與展望－江文也紀念專輯》 國家表演藝術中心國家交響樂團、客家委員會  |
| 2024 （第35屆）                                                    | 《吹笛人逍遙遊－當代長笛室內樂精選》吹笛人室內樂團                       |
| 2024 （第35屆）                                                    | 《桂冠之聲》臺北市立交響樂團                                             |
| 2024 （第35屆）                                                    | 《問世間情是何物》好有感覺音樂事業有限公司                               |
| 2024 （第35屆）                                                    | 《菲利克斯・黑爾：管風琴幻想曲》國家表演藝術中心衛武營國家藝術文化中心   |
| 2025 （第36屆）                                                    |                                                                          |
| 《舒密特與楊文信：萬彩雙琴》國家表演藝術中心衛武營國家藝術文化中心 |                                                                          |
| 《綻 Blossom》好有感覺音樂事業有限公司                             |                                                                          |
| 《Hers──〈AIR〉邱佩珊長笛演奏專輯 女性作曲家系列》琴房事物所       |                                                                          |
| 《陳必先的貝多芬計畫──以時間入味的傳奇》瑩聲國際有限公司           |                                                                          |
| 《安土》敦仁醫院                                                   |                                                                          |

## 外部連結
- 國立傳統藝術中心 （页面存档备份，存于）
- 第35屆傳藝金曲獎 （页面存档备份，存于）
- 傳藝金曲獎的Facebook專頁